# Варакушка
Вара́кушка (лат. Luscinia svecica) — певчая птица из семейства мухоловковых отряда воробьинообразных. Ранее вместе со всем родом соловьëв её относили к семейству дроздовых.

## Внешний вид
Размером чуть меньше домового воробья. Длина тела — около 15 см. Масса самцов — 15—23 г, самок 13—21 г. Спинка бурая или серовато-бурая, надхвостье рыжее. Горло и зоб у самца синие с рыжим пятном посередине; пятно может быть белым, или только окружено белым, может отсутствовать. Синий цвет снизу окаймлён черноватым, а затем рыжими полукольцами поперёк груди. У самок горло беловатое с небольшою синевою. Хвост рыжий с черноватой вершиной, средняя пара перьев хвоста бурые. Самка без синего и рыжего цветов. Горло беловатое, окаймлённое буроватым полукольцом. Клюв чёрный, ноги буро-чёрные.

## Ареал
Распространена в Северной Европе, Северной и Центральной Азии; в России — практически на всей территории. Варакушка — перелётная птица. Зимует в Северной Африке, Азии, Южном Китае и Индии.

## Места обитания, размножение

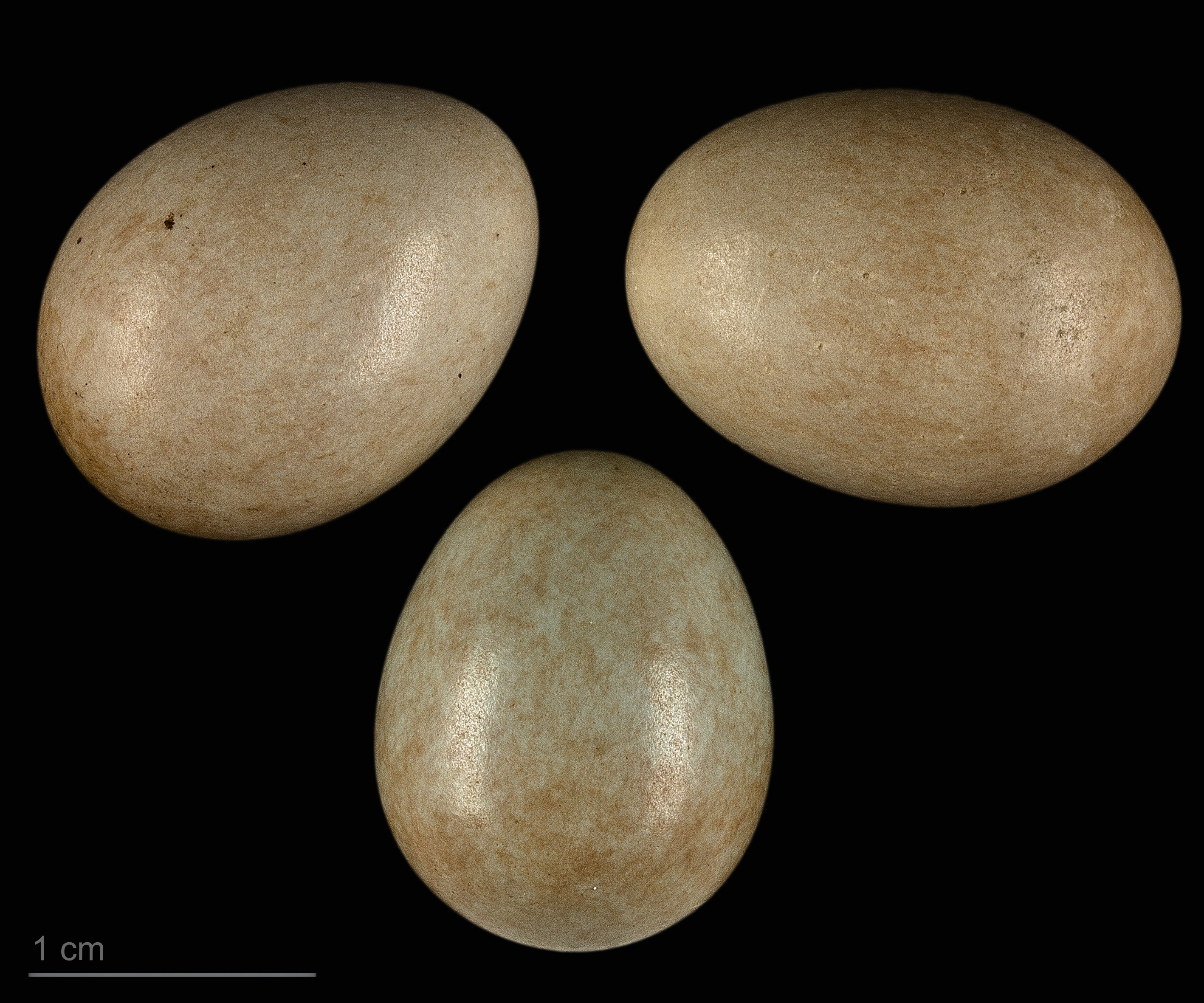
Яйца варакушки

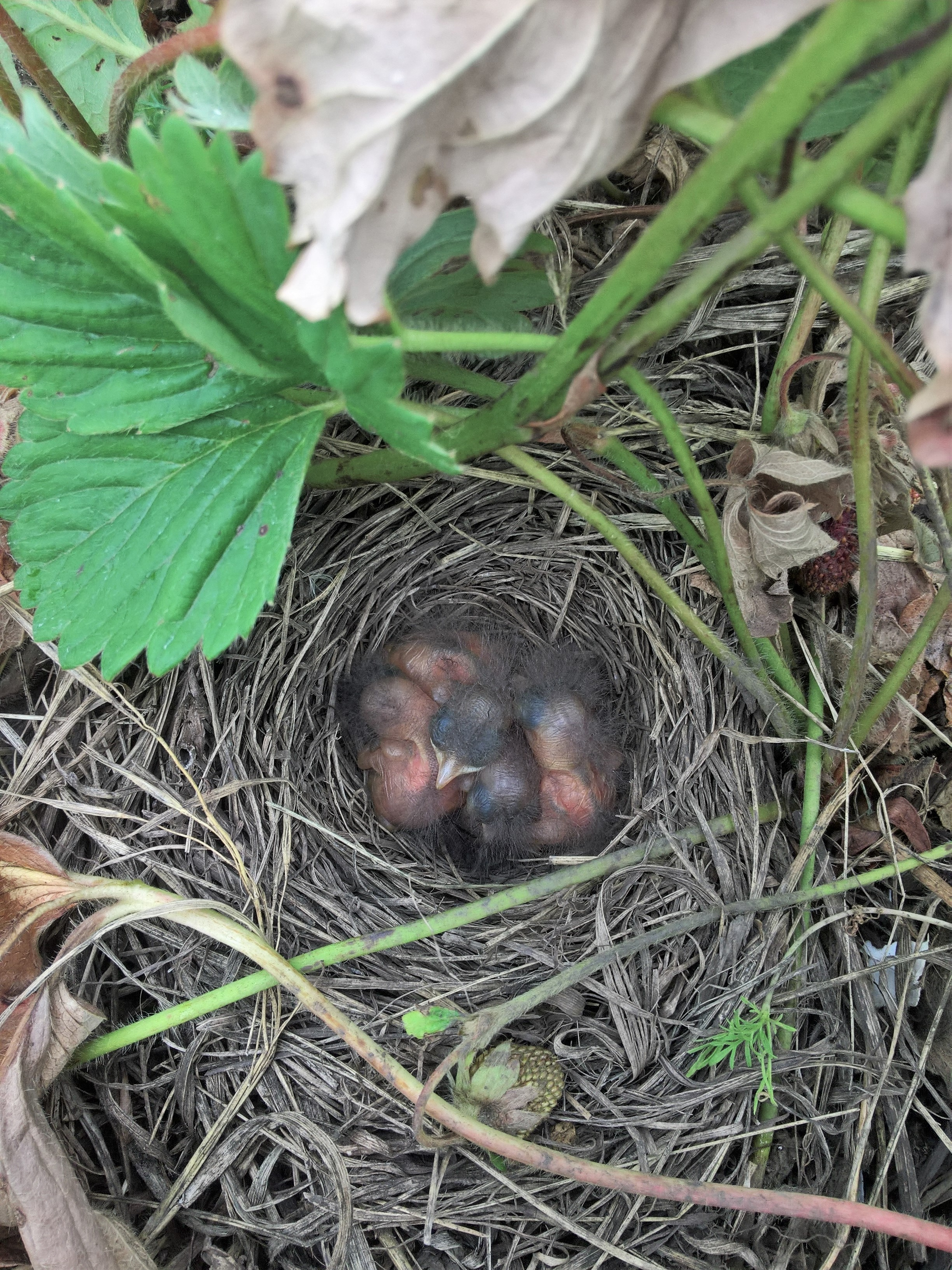
Гнездо варакушки с птенцами

Наиболее охотно заселяют речные поймы, долины ручьёв, склоны оврагов, берега озёр, то есть места обитания влажные и заросшие кустарниками. В лесотундре более всего любят редколесья и негустые пойменные леса с ивняками или другими кустарниками. Гнездятся на земле, в кустарнике и даже в кучах старых веток в непосредственной близости с жилищем на высоте до 1 м. Гнёзда вьют только из травы, иногда снаружи обкладывают мхом или изнутри пухом. В кладке 4—7 яиц. Окраска голубовато-серая или оливково-голубая, на тупом конце более тёмная. На многих кладках заметен слабый, более тёмный, иногда чуть красноватый крап. Высиживает только самка. Длительность насиживания в среднем 13 суток. Обе взрослые птицы выкармливают птенцов, которые покидают гнездо 11—13 дней от роду, имея рыжевато-бурую окраску с многочисленными охристыми пестринами. Ещё не умея летать, птенцы неделю докармливаются родителями поблизости от оставленного гнезда.

## Миграция
Осенняя миграция начинается в середине августа и заканчивается к середине сентября. Летят варакушки поодиночке, стай не образуют. Птицы независимо друг от друга, но в одном направлении, перелетают от одних зарослей кустарника к другим, стараясь придерживаться речных пойм. Пролёт почти незаметен, так как проходит он не высоко над землёй, а понизу; происходит ночью, за сутки птица преодолевает около 100 километров.
Прилетают в конце мая — начале июня, в одно время с другими насекомоядными птицами. Самцы, прилетающие немного раньше самок, вскоре начинают петь.

## Пение
Поющий самец сидит на вершине куста, иногда взлетает, совершая характерные токовые полёты. Пение продолжается всё светлое время суток; особенно интенсивно самцы поют в утренние часы. Пение звучное, включающее свисты, щебетание и щёлканье, множество заимствованных у других птиц звуков; исполняется в быстрой манере. В песне большинства варакушек есть часто повторяющееся «варак-варак-варак», отчего и происходит название. Латинское название — Luscinia svecica (шведский соловей) — дано в 1758 году шведским учёным Карлом Линнеем.

## Питание
Варакушка — насекомоядная птица: в питании преобладают насекомые и их личинки, обитающие на земле. Осенью значительную долю занимают ягоды.

## Подвиды
Выделяют 11 подвидов варакушки:
- Luscinia svecica svecica
- Luscinia svecica namnetum
- Luscinia svecica cyanecula
- Luscinia svecica azuricollis
- Luscinia svecica volgae
- Luscinia svecica magna
- Luscinia svecica pallidogularis
- Luscinia svecica abbotti
- Luscinia svecica saturatior
- Luscinia svecica kobdensis
- Luscinia svecica przevalski

Скандинавская варакушка, Luscinia svecica svecica L.
У взрослого самца общая окраска верха весной бурая или серовато-бурая, надхвостье рыжее; средние рулевые бурые, остальные двуцветны — черноваты или тёмно-буры у вершины, рыжие у основания (рыжий цвет обычно занимает более половины длины пера); бровь беловатая; горло и зоб синие, с ржавчато-рыжим пятном на середине; рыжее пятно иногда окружено белым; синее поле окаймлено снизу черноватым полукольцом, за которым следует рыжее полукольцо, идущее поперёк груди; подкрылья охристые, остальной низ белый. Радужина бурая, ноги черноваты, клюв чёрный. В свежем осеннем пере верх самцов более сероватый, широкие светлые каёмки перьев более или менее прикрывают яркие цвета низа. Крыло крупное, около 70—80 мм.
Скандинавия, в бывшем СССР — в Лапландии, точные границы не ясны. Зимовки в северо-восточной Африке и северо-западной Индии.
Североевропейская варакушка, Luscinia svecica grotei.
Мельче предыдущей, крыло не длинней 75 мм.
Северная полоса европейской части бывшего СССР от полуострова Канина на восток, Западная Сибирь до Таймыра. Южная граница около 60° с. ш. на западе, затем — до северных частей Московской области и средней Волги (к югу до бывшей Саратовской губернии), южная граница в Западной Сибири не выяснена. Зимует в Индии и Иране, быть может, в Египте.
Среднерусская варакушка, Luscinia svecica occidentalis.
Бледней предыдущих форм, горловое пятно белое или бледно-ржавчатое; размеры некрупные, крыло около 66—74 мм.
К югу и юго-востоку от предыдущей формы, к северу доходит до южной части Московской области (бывшая Рязанская губерния и южные уезды Московской), до среднего течения Дона на восток (Воронежская губерния). По А. Я. Тугаринову, спорадически доходит до Татарской республики (современный Татарстан, примерно бывшая Казанская губерния) и Куйбышевского края (бывшая Самарской губернии).
Среднеевропейская варакушка, Luscinia svecica cyanecula.
Окраска тёмная; пятно на зобе белое или вовсе отсутствует (такие синегорлые особи описаны по экземплярам из Германии, как Sylvia wolfii Brehm. Beitr. z. Vog elk. II, 1822, стр. 173); в среднем чуть покрупней, чем grotei.

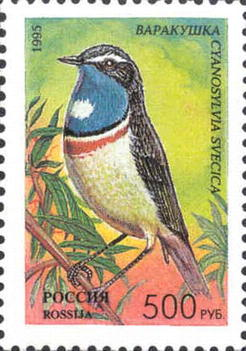
Почтовая марка России 1995 года

Светлогорлая варакушка, Luscinia svecica pallidogularis
Окраска бледней, общий тон верха более серый, что особенно заметна на голове и шее; синий цвет на зобе и горле у самцов бледней, голубоватый.
Гнездится от Заволжья и Башкирии по сибирской лесостепи до Урянхайского края (Тывы), Енисейска и Ангары; к югу до низовьев Волги и Урала, равнинного Туркестана. Зимует в Индии.
Якутская варакушка, Luscinia svecica robusta.
От ближайших форм отличается более тёмной окраской, с рыжеватым тоном в свежем пере, синий цвет горла и зоба ярче, рыжее пятно на зобе темней, крыло до 78 мм, редко меньше 73 мм.
От Таймыра на восток до Чукотского полуострова, Камчатки, Охотского побережья (Удской острог); к югу, по данным С. А. Бутурлина, не доходит до Якутска и верховьев Лены. Зимует в Индии и юго-восточной Азии.
Алтайская варакушка, Luscinia svecica altaica.
Отличается от ближайших форм тем, что верх тёмный, но общий тон его серовато-бурый, без оливкового оттенка, на спине и крыльях летом хорошо выделяются светлые края перьев; белая бровь резко выделяется; голубой и рыжий цвет низа яркий и интенсивный.
Высокогорная зона Алтая, Саяна и Хангая.
Тяньшанская варакушка, Luscinia svecica tianshanica.
Мелкая форма — крыло около 63—72 мм; окраска верха серая, довольно тёмная; рыжее пятно на зобе невелико; белая бровь хорошо развита.
Горный Туркестан — Тянь-Шань, Фергана, Памир.
Кроме указанной формы и L. s. pallidogularis, в Туркестане на пролёте могут быть встречены и иные подвиды варакушки. Систематическое положение их остаётся часто неясным; среди них попадаются и белозвёздые особи, описанные Н. А. Зарудным как Cyanecula leucocyana turkestanica (Ornith. Monatsber., 1910, стр. 122, Ташкент).
Монгольская варакушка, Luscinia svecica kobdensis.
Бледная и светлая, общий тон верха сероватый, горло бледней, чем у pallidogularis. Крыло 70—75 мм.
Северо-западная Монголия, к западу, по А. Я. Тугаринову, доходит до Кара-Иртыша и Зайсана на запад. На пролёте найдена в западном Китае и Монголии.
Иранская варакушка, Luscinia svecica magna.
Пятно на зобе белое, верх бледней и серей, чем у европейских форм и чем у pallidogularis, бровь широкая, белая; ржавчато-рыжая полоса на зобе сильно развита; бока и подхвостье рыжеваты. Крыло 75—83 мм, величина очень крупная.
Южное Закавказье от Артвина до Арарата и Нахичевани, южный берег Каспийского моря, к югу — до юго-западного Ирана. Зимой до бывшей Абиссинии (современные Эритрея и Эфиопия).
Кавказская варакушка, Luscinia svecica caucasica.
Окраска довольно бледная, верх буроватый с заметной примесью сероватого, ржавое пятно на голове небольшое. Крыло 65,5—72 мм. Систематическое положение не вполне ясно, равно как и неясно, не относится ли описание к пролётным птицам (может быть синонимом svecica или grotei).
Северо-восточный Кавказ.

## Прочее
Союз охраны птиц России объявил 2012 год годом варакушки.